# 犹太社会主义工人党

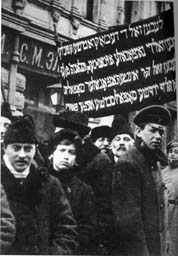
1917年的犹太社会主义工人党聚会

犹太社会主义工人党（俄语：Социалистическая еврейская рабочая партия，缩写为SERP，在俄语中意为“镰刀”），常被称为“议会派”（Seymists），是俄罗斯帝国历史上的一个犹太人社会主义政党。该党成立于1906年4月，由“复兴”团体发展而来。“复兴”是一个非马克思主义派别，由非马克思主义思想家和政治家哈伊姆·日特洛夫斯基领导，他成为犹太社会主义工人党的理论家，提出犹太民族自立与社会主义并重的主张。
该党的领导人包括阿夫罗姆·罗津、诺赫姆·施蒂夫、莫伊谢·齐尔伯法布和马克·拉特纳。该党与社会革命党关系密切。
该党主张建立一个犹太民族议会。其设想是建立一个俄罗斯的民族联邦，每个民族由一个具有政治权力的选举代表机构领导。在未来阶段，犹太人将寻求领土集中化。
该党积极支持意第绪语和犹太文化。它出版了意第绪语报纸《人民之声》，在基辅和维尔纳发行。此外，还出版了刊物《复兴》。
1906年，该党有3000名成员参加准军事自卫队，约有400人在战斗中阵亡或受伤，另有1000人被捕。
1907年，该党与社会革命党正式结盟，成为后者的一个分支。该联盟主要基于日特洛夫斯基和马克·拉特纳之间的关系，但并未得到犹太社会主义工人党基层的全面支持。许多地方分支更倾向于与马克思主义团体联合。通过与社会革命党的联系，该党加入了第二国际。在与社会革命党达成协议后，该党在1907年斯图加特国际大会上获得了协商投票权。
1911年，该党与锡安主义社会主义工人党、锡安工人共同向社会党国际局提出呼吁，要求国际承认犹太人的民族性。
1917年，该党与锡安主义社会主义工人党合并为联合犹太社会主义工人党。